# Gavin Robinson
Pour les articles homonymes, voir Robinson.
Gavin James Robinson (né le 22 novembre 1984) est un homme politique et avocat britannique. Il est député du Parti démocratique unioniste de Belfast Est à la Chambre des communes britannique depuis 2015. Il est lord-maire de Belfast en 2012-2013.

## Carrière
Robinson habite depuis longtemps dans l'est de Belfast. Il fréquente la Grosvenor Grammar School à East Belfast, puis l'Université Queen's de Belfast, où il étudie le droit et obtient une maîtrise en politique irlandaise avant de commencer à exercer la profession d'avocat. Élevé comme presbytérien, il fréquente actuellement l'Église d'Irlande. Il est marié. Gavin Robinson n'a aucun lien familial avec l'ancien chef du DUP et le député de Belfast-Est, Peter Robinson.
Robinson est coopté au conseil municipal de Belfast en mars 2010 pour remplacer Sammy Wilson dans la représentation de la zone électorale de Pottinger du sud et de l'est de Belfast . Il réélu au conseil en tant qu'échevin lors des élections locales de 2011 et élu lord-maire par le conseil pour l'année commençant le 1er juin 2012. Il est membre du sous-groupe East Belfast District Policing and Community Safety Partnership et représente le conseil aux conseils d'administration de l'Ulster Orchestra et des World Police and Fire Games 2013 à Belfast.
Il remporte la circonscription de Belfast-Est pour le Parti unioniste démocrate, battant la sortante Naomi Long de l'Alliance Party, aux élections générales de 2015.
En mars 2019, Robinson est l'un des 21 députés à avoir voté contre l'éducation sexuelle et relationnelle inclusive des LGBT dans les écoles anglaises ,,.